# М'якушковий хліб

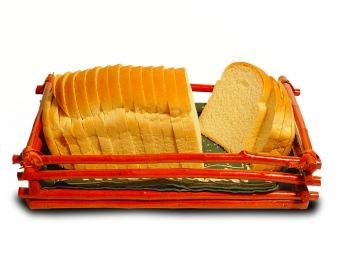
Нарізана буханка м'якушкового хліба

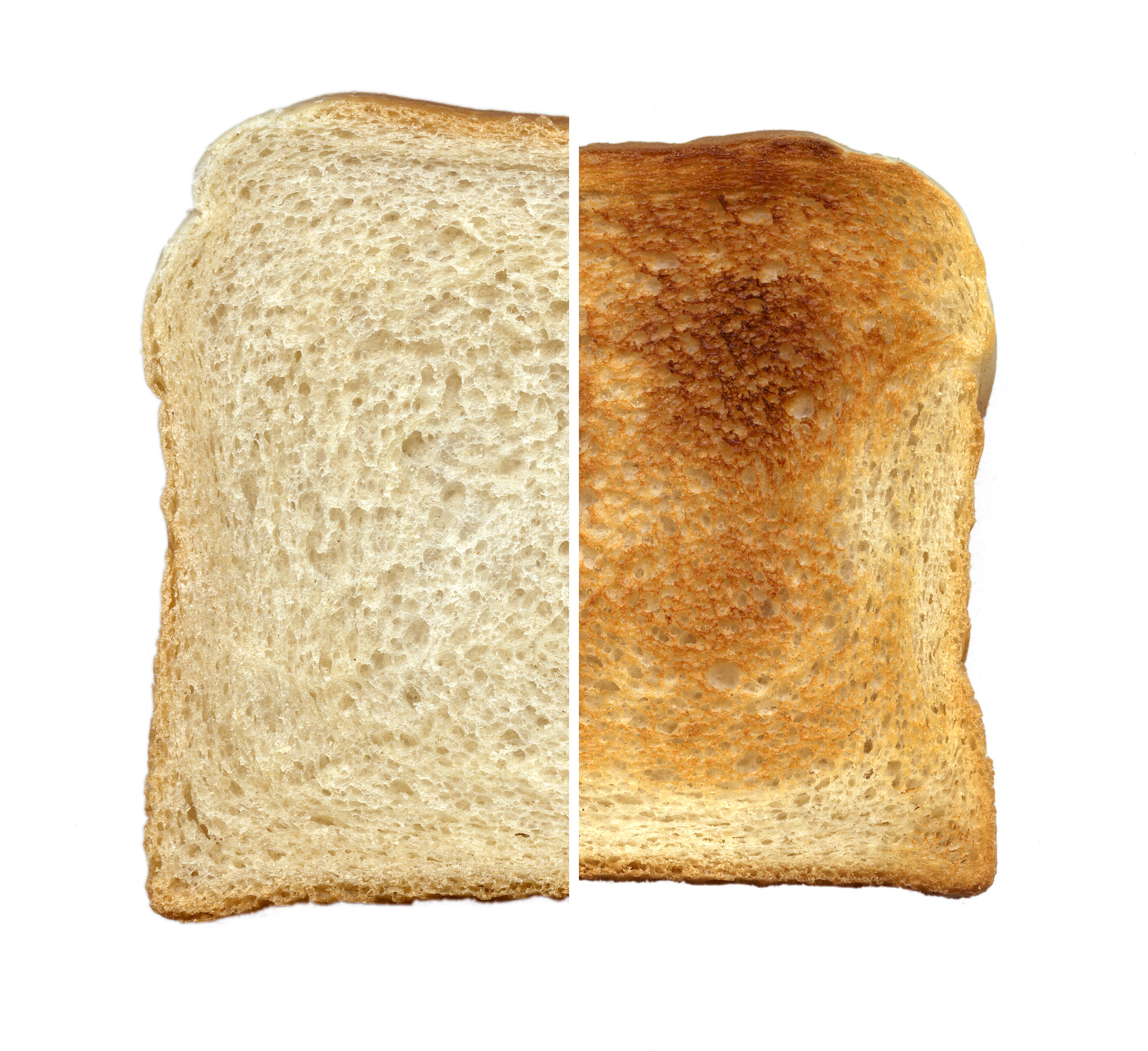
М'якушковий хліб до і після смаження в тостері

М'якушковий хліб (фр. pain de mie) — білий хліб з тонкою і м'якою скоринкою і ніжною м'якушкою. При його виготовленні до тісту домішують трохи меду, що додає йому солодкий смак. Служить основою для сендвічів і тостів. Особливість м'якушки цього хліба в тому, що вона довго не черствіє.
У Францію ідея виробництва м'якушкового хліба була принесена з Великої Британії в 1954 році. Через п'ять років перший хлібний завод «Pain Jacquet», що відкрився в Безоні, став випікати м'якушковий хліб індустріальним способом. Починаючи з 1971 року м'якушковий хліб став продаватися в мережах французьких супермаркетів. Продається м'якушковий хліб зазвичай нарізаним і фасованим у пластиковій обгортці. Часто використовується для тостів. Подається до холодного чи гарячого фуа-гра.
В США і Канаді є найпопулярнішим типом хліба і використовується в основному для тостів.

## Харчова цінність
- Калорії: 290 ккал (100 г)
- Білки: 7 г
- Ліпіди: 4 г
- Вуглеводи: 55 г